# Holotrichia simillima
Holotrichia simillima är en skalbaggsart som beskrevs av Moser 1912. Holotrichia simillima ingår i släktet Holotrichia och familjen Melolonthidae. Inga underarter finns listade i Catalogue of Life.